# Kumi Sugai
Kumi Sugai (conegut com a Teizo Sugaï) és un pintor japonés (Kobe, 13-03-1919 - Kobe, 14-05-1996), també gravador, litògraf, escultor i cal·lígraf.
Les seues primeres pintures són lúdiques; representen figures, paisatges i animals. Partint de l'art figuratiu, evoluciona cap a l'art informal i després cap a l'expressionisme abstracte per acabar amb un art abstracte cada vegada més geomètric, descrit com a abstracte de vora dura seguint la geometrització de Piet Mondrian. Actiu a l'estat francés des del 1952, es va unir als representants de la nova Escola de París, anomenada Segona Escola de París després del 1950. Tot i que la seua carrera la va realitzar sobretot a França, continua sent un dels artistes reconeguts de l'abstracció japonesa, inclòs en el grup Gutai, fundat a Osaka per Jirō Yoshihara.

### Família, educació, inicis
Provinent d'una família de músics tradicionals, Kumi Sugai experimentava amb la pintura a l'oli quan només tenia 9 anys (1928). Als 14 anys, entra en l'Escola de Belles Arts d'Osaka, i hi va aprendre tècniques de l'art occidental i cal·ligrafia japonesa, que juga un paper important en la seua obra. Hi va romandre fins al 1933.
Hagué de deixar els estudis per motius econòmics, i posar-se a treballar en el departament de publicitat de la companyia ferroviària Hankyu Corporation, del 1937 al 1945. En la dècada dels 1940, estudià artistes europeus i americans en revistes d'art.

### Primer període a París
Quan arriba a París al 1952, Sugai Kumi tenia un sòlid coneixement de la pintura contemporània. Admira sobretot Joan Miró i Alexander Calder. Assisteix a l'Académie de la Grande-Chaumière i presenta obres a la Galeria Craven de París en la seua primera exposició personal el 1954. Més tard, participa en l'Exposició Universal i Internacional de Brussel·les del 1958.
| «                                          | Sugaï est alors proche du milieu de l’art informel et bénéficie notamment du soutien des critiques Jean-Clarence Lambert et Roger van Gindertael. En dépit de sa vie éloignée de toute agitation mondaine, tout entière consacrée au travail, il est remarqué, dès sa première exposition au Salon d’automne 1952. (Sugai era aleshores proper al medi de l'art modern i es va beneficiar en particular del suport dels crítics Jean-Clarence Lambert i Roger van Gindertael. Malgrat la seua vida allunyada de qualsevol bullici mundà, completament dedicada a la feina, destacà des de la seua primera exposició al Saló de la Tardor de 1952. | » |
| — Extret de la notícia del Centre Pompidou | |   |

En les primeres pintures parisenques, Kumi Sugai emprava el grafit sobre fons quasi incolors, dibuixant evocacions de paisatges urbans i éssers vius, persones o animals, a la vora de l'abstracció, amb una mica de la disminució dels personatges d'Alberto Giacometti. En un segon període, cap al 1953, evocava, amb més colorit i tendint cada cop més cap a signes gràfics abstractes, personatges d'insectes, animals emblemàtics i dimoniets amb banyes.
Fins al 1955, va seguir el moviment del nou realisme i l'abstracció lírica amb obres com ara Oka (Turó) 1956, oli sobre tela de 68,5 cm x 131 cm, trencant amb les primeres obres cal·ligràfiques i monocromes per afegir-hi porpres, verds i grocs, tot emprant estructures formals abstractes, amb contorns encara borrosos, que es feren més clars a partir del 1962.
El 1957, crea les obres que decoren la vil·la de la Costa Blava en què es va filmar Bonjour tristesse, d'Otto Preminger, que versiona la novel·la de Françoise Sagan.
El 1959 va rebre un premi del Museu d'Art Modern de Zagreb per l'exposició internacional de gravats de Ljubljana, i el 1960 el premi del Museu Nacional d'Art Modern de Tòquio.
Kumi Sugai destaca entre els artistes de la Segona Escola de París, de la qual forma part, per "la seua actitud envers el món", segons Hans Jaffé. La seua obra té dos períodes ben diferenciats: el primer, folklòric, amb signes molt evocadors que el fan exitós, el segon geomètric i acolorit.

### Abstracció
El període que comença el 1962 enceta un canvi radical en l'estil de l'artista, i abandona la doble signatura que ja havia utilitzat al Japó cap als 1950 i en arribar a París el 1950: el seu nom s'escrivia amb caràcters japonesos, el seu cognom en lletres de l'alfabet llatí. Ara només conserva el nom en alfabet llatí.
Treballarà en sèries, dedicant-se a una abstracció anomenada en anglés hard-edge painting, seguint Piet Mondrian, en reacció a l'expressionisme abstracte d'alguns americans com ara Robert Rauschenberg, però també en contra del nou realisme.
La seua nova inspiració troba el cim en grans composicions. Llavors, dels 1960 ençà, canvia bruscament. Adopta les diferents possibilitats de l'abstracció geomètrica, i juga amb diferències de materials, des de grumolls fins a transparències, amb arranjaments de formes dibuixades amb regle i acolorides en tints plans variats. Aquests rètols i cintes sinuoses evoquen la seua passió pels automòbils i la velocitat, mostrada en la sèrie Autoroute.
Del 1962 ençà, va passar algunes de les seues formes a escultures de bronze. Va crear moltes litografies, il·lustrant en particular dues col·leccions de poemes de Jean-Clarence Lambert i un fresc per al vestíbul del Museu d'Art Modern de Tòquio.

A partir del 1964, any en què pinta Violeta, oli sobre tela de 263,5 cm x 198 cm, adquirit per a la col·lecció de Peter Stuyvesant, les seues teles van anar adquirint proporcions cada cop més grans. Pintat amb un ritme simple i subtil, a vegades utilitzant colors que Jaffé descriu com a "estridents", l'artista fa servir grans superfícies ovalades "com els escuts dels guerrers del segle passat". La majoria de les obres tenen bandes de llum, en particular Soleil bleu (1969), acrílic sobre tela de 152,5 cm x 400 cm x 6,5 cm, i el material guanya gruix.
| « | L'obra "Sense títol", del 1986, pertany a l'evolució final de l'art de Sugai, quan reapareixen motius manllevats de la natura i variacions en el treball del material. Les ones concèntriques, al panell inferior, i el sol, al panell triangular, són presents en obres del mateix període, en què es combinen de múltiples maneres amb altres motius la sèrie dels quals roman limitada. […] La seua eficàcia rau en la càrrega energètica que alliberen els motius, a causa en particular de l'obertura dels raigs i l'eixamplament de les ones, al contrast entre l'expansió del roig i el pes del negre. Sense elements descriptius ni signes formals, aquests elements, combinats pel muntatge de marcs amb formes variables, conviden l'espectador a una contemplació d'ordre físic.. | » |

Tot i que sempre ha exposat amb artistes del seu estat d'acollida, Kumi Sugai mai no ha deixat de figurar entre els artistes japonesos en exposicions internacionals. A París, es vinculà a una colònia d'artistes japonesos que hi vivien, com ara Key Sato, Toshimitsu Imaï, Hisao Dōmoto, Yasse Tabuchi, Akira Kito, Shu Tanaka i Ado Sato.
Segons Michel Ragon, l'escultura abstracta de Sugai continua sent força pobra, i n'hi ha poques obres. La casa de subhastes Doré et Giraud de París subhastà una Escultura en forma d'U el 2015.
Alguns gravats i litografies de l'artista es conserven a la sala de gravats de la Biblioteca Nacional de França (19 gravats i vuit litografies).
Kumi Sugai també il·lustrà amb quatre litografies en color el text de Jean-Clarence Lambert, La Quête sans fin (La recerca infinita), del 1970.

### Mort
Va morir tretze anys després de la gran retrospectiva de les seues obres al Museu d'Art Seibu, un grup artístic de Tòquio (1983), quan hi havia anat per a visitar la seua família a Kobe.

## Exposicions personals
- 1954: Galeria Craven de París i Palau des Beaux-Arts de Brussel·les.
- 1955: exposició de guaix, Londres.
- 1956: nova exposició de guaixos a la galeria REMAC de Canes.
- 1957: París i Basilea.
- 1958: exposició de guaix a Zuric; important exposició a París, que marca l'inici del seu èxit i a partir de la qual exposa molt regularment a París.
- 1959, 1960, 1961, 1962: Nova York.
- 1960: Museu Municipal de Leverkusen i de Ljubljana.
- 1961: Hannover, Düsseldorf, Bremen Klagenfurt.
- 1962: Oslo, Frankfurt del Main.
- 1963: primera retrospectiva a la Kestnergesellschaft de Hannover.
- 1983: gran retrospectiva al Museu d'Art Seibu de Tòquio.[24]
- 1984: Ohara Musem of Art de Kurashiki.

## Obres exposades en museus
(Llista no exhaustiva.)

### A l'estat francés
- - Oka, 1956, peinture[65]
  - Sense títol, 1964, litografia en 3 colors[66]
  - La Blava, 1960, litografia en 2 colors[67]
  - El Roig, 1961, litografia en 2 colors[68]
  - El Zèfir, 1962, oli sobre tela[69]
  - Tintes blaves, 1962, litografia[70]
  - Vent violeta, 1962, litografia en 2 colors[71]
  - Eclipsi de sol, 1966, litografia en 2 colors[72]
  - Sol blau, 1969, acrílic sobre tela[73]
  - Sense títol, 1986[5]
- París, Museu d'Art modern
  - Sense títol, 1964, litografia en colors[74]
- París, Biblioteca Nacional
  - Bronze, 1963, lithographie[75]
- Troyes, Museu d'Art modern[76]

### A l'estranger
- - Sense títol, 1960, oli sobre tela[86]
- Nova York, Museu Guggenheim
  - Shiro (Blanc), 1957[87]
- Rio de Janeiro, Museu d'Art modern
- Tòkio, Museu d'Art modern
  - Autopista de matí
- Dinamarca, Museu Nacional
  - L'Autopista, 1965, oli sobre tela (55 × 46,5 cm)[88]